# Hradiště (okres Plzeň-jih)
Obec Hradiště (německy Hradischt) se nachází v okrese Plzeň-jih, kraj Plzeňský. Žije zde 218 obyvatel. 

## Historie
První písemná zmínka o obci pochází z roku 1227.

## Obecní správa

### Části obce
Obec Hradiště se skládá ze tří částí na třech katastrálních územích:
- Bezděkov (k. ú. Bezděkov u Kasejovic)
- Hradiště (k. ú. Hradiště u Kasejovic)
- Zahorčičky (i název k. ú.)

V letech 1850–1889 k obci patřila i Polánka a od 1. ledna 1976 do 31. srpna 1990 také Nezdřev.

## Pamětihodnosti
- Kaplička na návsi
- Pozůstatky staré tvrze

## Galerie

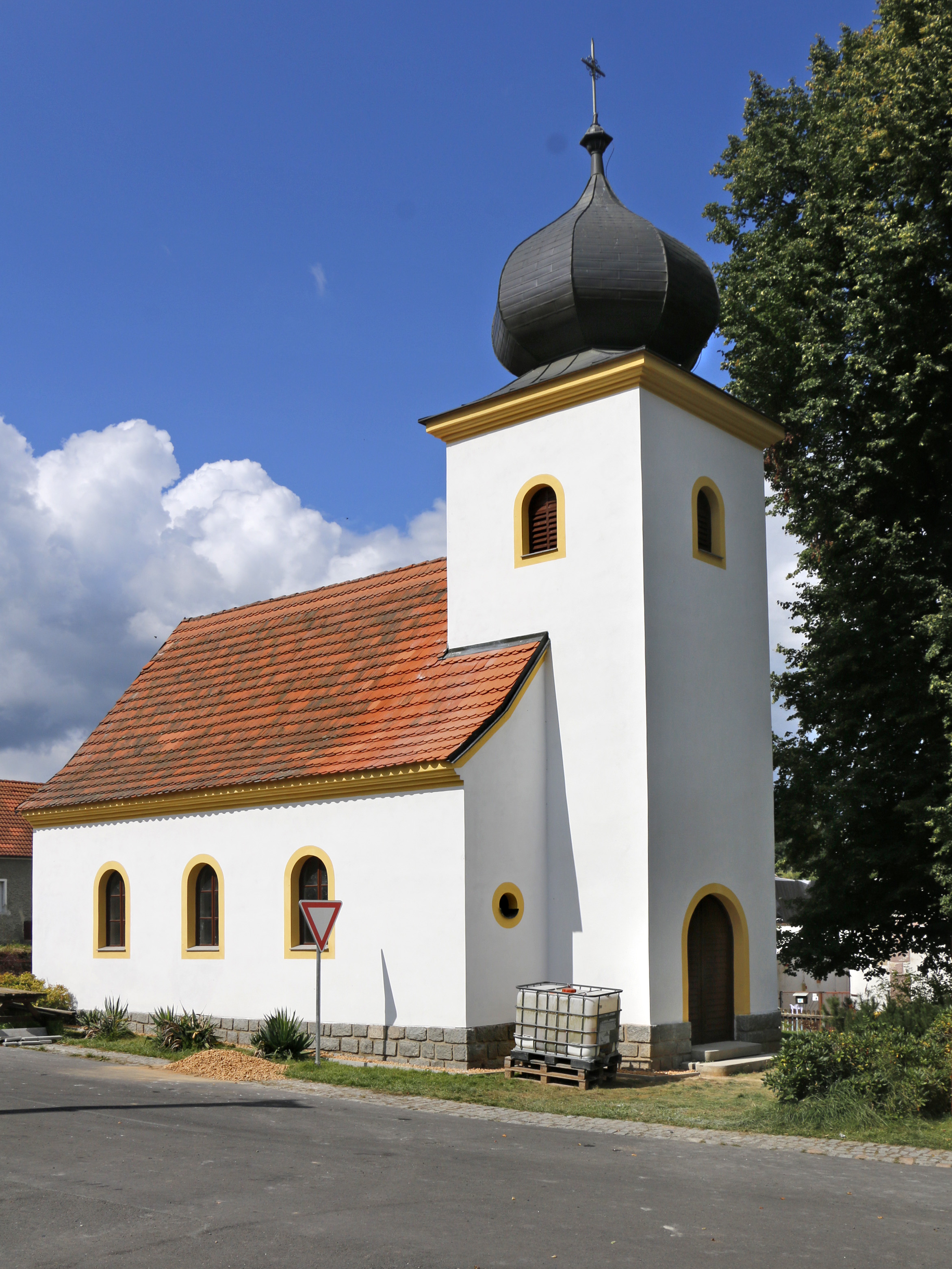
Kaple na návsi
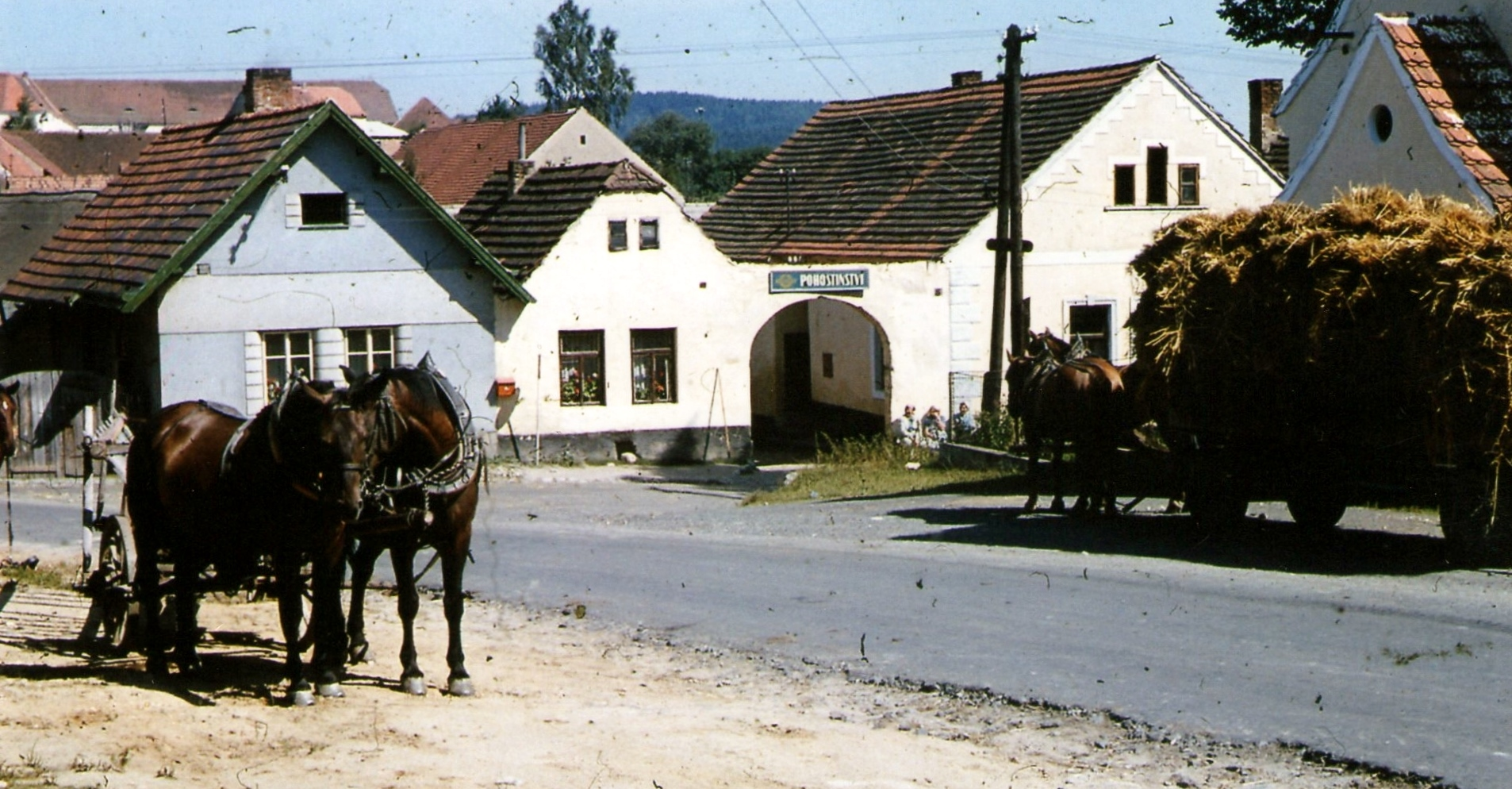
Náves v roce 1960
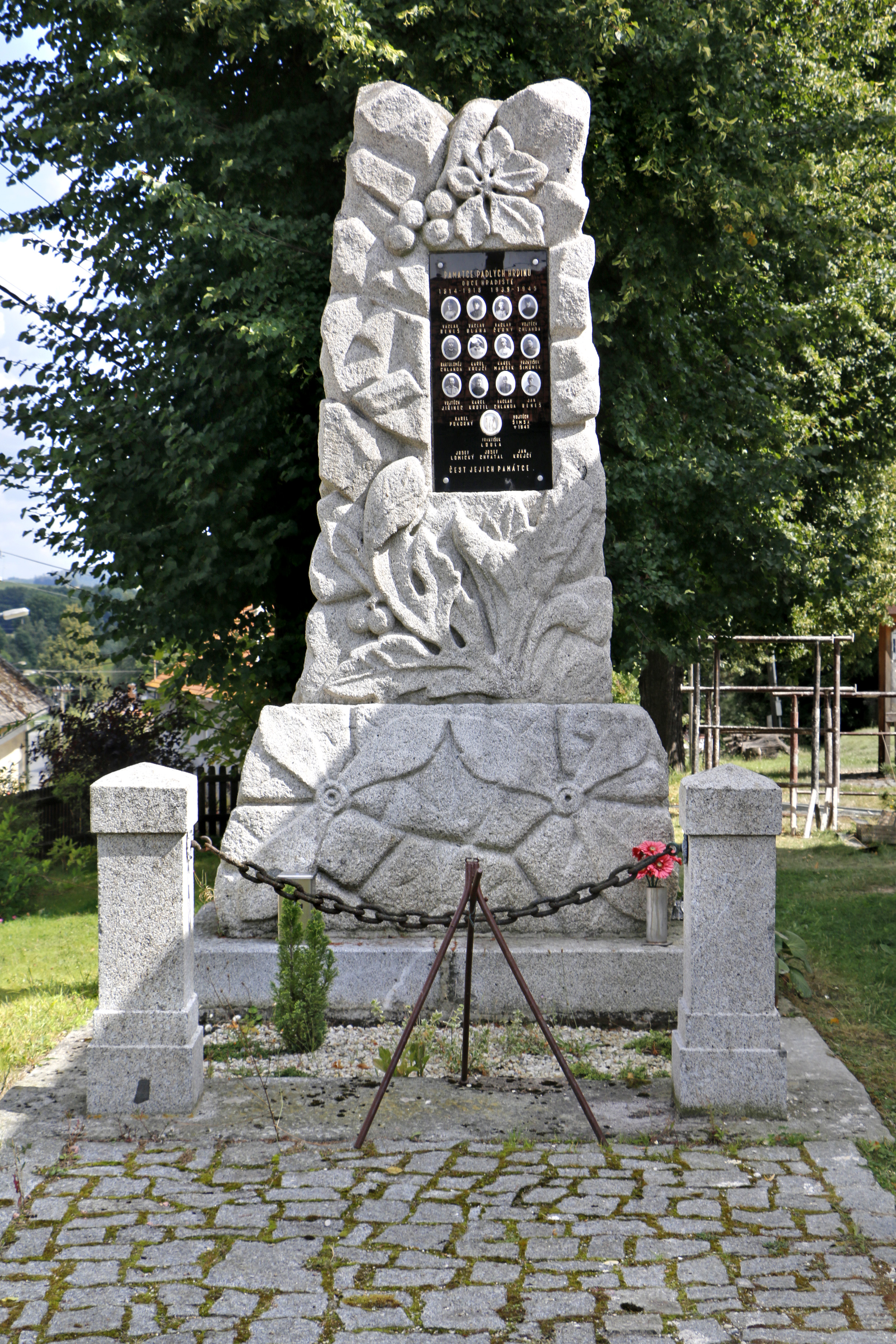
Památník obětem První světové války
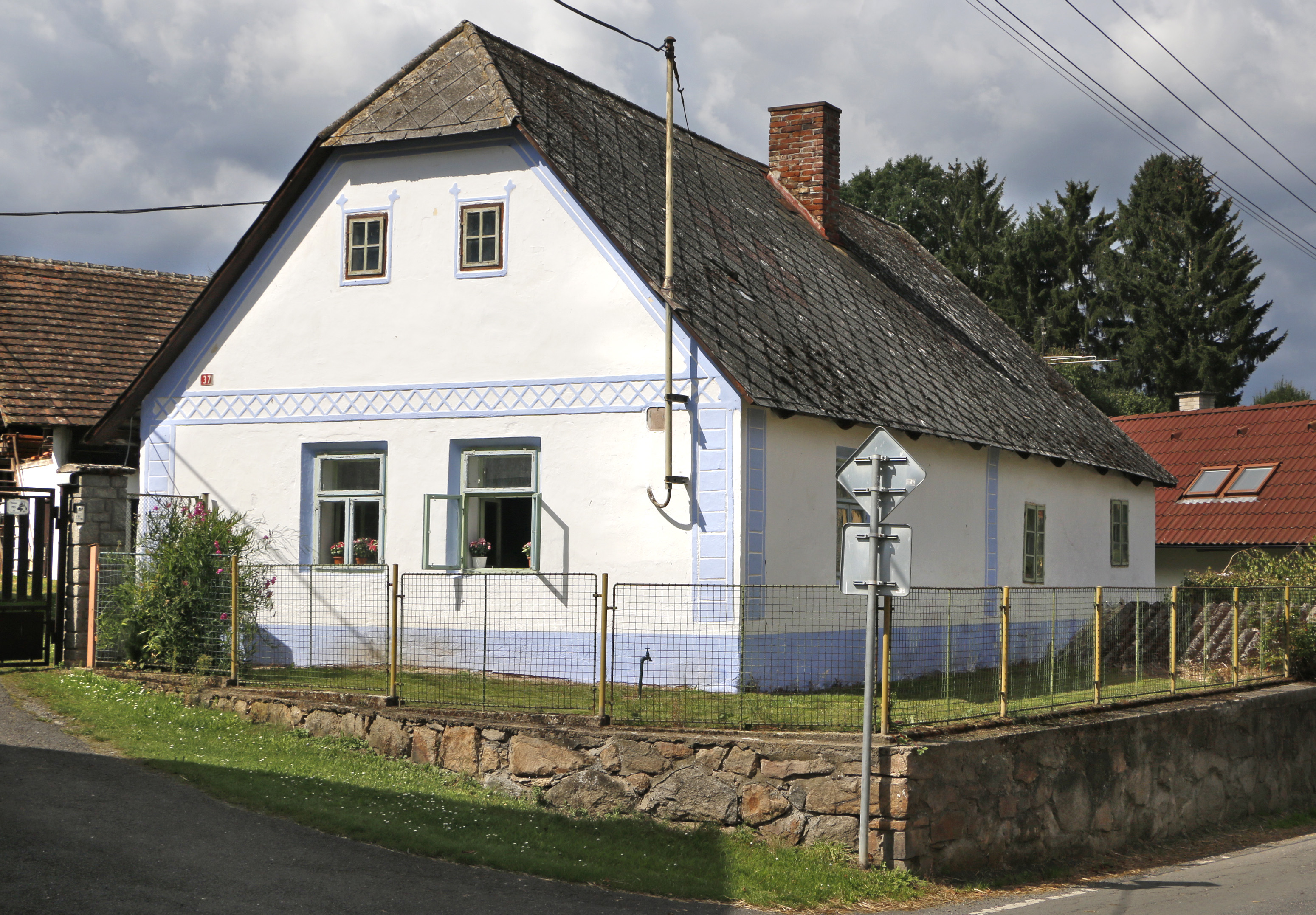
Dům čp. 38